# シミュレーション・セオリー
『シミュレーション・セオリー』（英: Simulation Theory）は、イギリスのロックバンド、ミューズの8thアルバム。2018年11月9日に全世界同時発売された。

## 概要
アメリカの音楽プロデューサーであるリッチ・コスティ、マイク・エリゾンド、スウェーデンの音楽プロデューサーであるシェルバック、ティンバランドとの共同プロデュース。6作連続で全英アルバムチャートの首位を獲得。
アートワークにはSF映画や1980年代のポップカルチャーの要素が取り入れられ、エレクトロニカ、ファンク、ヒップホップ、トラップ、R&Bなど、従来のミューズのギター・ロックから大胆に逸脱し、80年代風のシンセを大胆に取り入れた作風の楽曲が多数収められている。歌詞には制作当時のアメリカの政治情勢が反映されている。
本作に対してミューズはアルバム全体を制作するのではなく、1曲ずつレコーディングすることに集中した。ミューズのベーシストであるクリス・ウォルステンホルムは「まったく何の制約も感じないで作った初めての作品」と話した。
レコーディングは2017年初頭にロンドンのAIRスタジオでエリゾンドと共に開始され、北米ツアーを経て2017年後半にロサンゼルスでコスティとともに制作が再開された。
アルバムとツアーを題材にした映画『Simulation Theory film』が2020年8月に公開された。

## 収録曲

### 通常盤
全作詞・作曲: マシュー・ベラミー（一部除く）
| #         | タイトル                                                | 作詞・作曲                                                     | プロデューサー                                                        | 時間  |
| --------- | ------------------------------------------------------- | -------------------------------------------------------------- | --------------------------------------------------------------------- | ----- |
| 1.        | 「アルゴリズム - Algorithm」                            |                                                                | ミューズ リッチ・コスティ                                             | 4:05  |
| 2.        | 「ザ・ダーク・サイド - The Dark Side」                  |                                                                | ミューズ リッチ・コスティ                                             | 3:47  |
| 3.        | 「プレッシャー - Pressure」                             |                                                                | ミューズ リッチ・コスティ                                             | 3:55  |
| 4.        | 「プロパガンダ - Propaganda」                           | マシュー・ベラミー ティンバランド Angel Lopez Federico Vindver | ミューズ リッチ・コスティ ティンバランド Angel Lopez Federico Vindver | 3:00  |
| 5.        | 「ブレイク・イット・トゥ・ミー - Break It to Me」       |                                                                | ミューズ リッチ・コスティ                                             | 3:37  |
| 6.        | 「サムシング・ヒューマン - Something Human」            |                                                                | ミューズ リッチ・コスティ                                             | 3:46  |
| 7.        | 「ソート・コンテイジョン - Thought Contagion」          |                                                                | ミューズ リッチ・コスティ                                             | 3:26  |
| 8.        | 「ゲット・アップ・アンド・ファイト - Get Up and Fight」 | マシュー・ベラミー シェルバック                                | シェルバック                                                          | 4:04  |
| 9.        | 「ブロケイズ - Blockades」                              |                                                                | ミューズ マイク・エリゾンド                                           | 3:50  |
| 10.       | 「ディグ・ダウン - Dig Down」                           |                                                                | ミューズ マイク・エリゾンド                                           | 3:48  |
| 11.       | 「ザ・ヴォイド - The Void」                             |                                                                | ミューズ リッチ・コスティ                                             | 4:44  |
| 合計時間: | 合計時間:                                               | 合計時間:                                                      | 合計時間:                                                             | 42:12 |

### デラックス盤
| #         | タイトル                                                         | 作詞  | 作曲・編曲 | 時間 |
| --------- | ---------------------------------------------------------------- | ----- | ---------- | ---- |
| 12.       | 「アルゴリズム」(オルタネイト・リアリティー・ヴァージョン)       |       |            | 3:32 |
| 13.       | 「ザ・ダーク・サイド」(オルタネイト・リアリティー・ヴァージョン) |       |            | 3:54 |
| 14.       | 「プロパガンダ」(アコースティック・ヴァージョン)                 |       |            | 2:58 |
| 15.       | 「サムシング・ヒューマン」(アコースティック・ヴァージョン)       |       |            | 3:46 |
| 16.       | 「ディグ・ダウン」(アコースティック・ゴスペル・ヴァージョン)     |       |            | 3:57 |
| 合計時間: | 合計時間:                                                        | 58:59 |            |      |

### スーパー・デラックス盤
| #         | タイトル                                                         | 作詞  | 作曲・編曲 | 時間 |
| --------- | ---------------------------------------------------------------- | ----- | ---------- | ---- |
| 12.       | 「アルゴリズム」(オルタネイト・リアリティー・ヴァージョン)       |       |            | 3:32 |
| 13.       | 「ザ・ダーク・サイド」(オルタネイト・リアリティー・ヴァージョン) |       |            | 3:54 |
| 14.       | 「プレッシャー」(Ft. UCLA ブルーイン・マーチングバンド)          |       |            | 4:04 |
| 15.       | 「プロパガンダ」(アコースティック・ヴァージョン)                 |       |            | 2:58 |
| 16.       | 「ブレイク・イット・トゥ・ミー」(サム・デ・ヨング リミックス)    |       |            | 3:08 |
| 17.       | 「サムシング・ヒューマン」(アコースティック・ヴァージョン)       |       |            | 3:46 |
| 18.       | 「ソート・コンテイジョン」(ライブ)                               |       |            | 4:08 |
| 19.       | 「ディグ・ダウン」(アコースティック・ゴスペル・ヴァージョン)     |       |            | 3:57 |
| 20.       | 「ザ・ヴォイド」(アコースティック・ヴァージョン)                 |       |            | 4:34 |
| 21.       | 「ザ・ダーク・サイド」(オルタネイト・リアリティー インスト)      |       |            | 2:53 |
| 合計時間: | 合計時間:                                                        | 78:56 |            |      |

## シングル
1. ディグ・ダウン - Dig Down
2. ソート・コンテイジョン - Thought Contagion
3. サムシング・ヒューマン - Something Human
4. ザ・ダーク・サイド - The Dark Side
5. プレッシャー - Pressure